# کال ولایت ارغیان
کال ولایت که مهم‌ترین رودخانه بخش بام به حساب می‌آید یک رودخانه فصلی است که بیشتر محوطه‌ها و روستاهای فعلی در حاشیه این رودخانه ایجاد شده‌اند.ازشاخه‌های اولیه تشکیل دهنده رودخانه جاجرم می‌باشد. از تلاقی شاخه‌های اولیه خود بنام‌های آب خرق و شیون در حوالی دهستان بام واقع در ۴۲ کیلومتری جنوب خاوری اسفراین تشگیل می‌شود. به همین علت در ابتدا به نام رود بام نیز نامیده می‌شود. از جهت خاور باختری جریان می‌یابد پس از عبور از روستای اردین، دستجرد، حصاری و دریافت چند شاخه دیگر بi نام‌های نهامود، جهان و آستین، در روستای جهان‌آباد با رودخانه اسفراین تلاقی نموده روخانه جاجرم را به وجود می‌آورد. حوزه آبریز این رودخانه بخش خاوری شهرستان اسفراین واقع می‌باشد. طول این روخانه ۶۰ کیلومتر بوده و وسعت حوزه آبریز آن بالغ بر ۸۰۰ کیلومتر مربع می‌باشد. این رودخانه دارای جریان فصلی بوده و بهار دارای آب می‌باشد.